# K179/180次列车
K179/180次“大河报号”列车，是中国铁路运行于首都北京至河南省會鄭州的一趟快速列车，自1970年4月1日起開行，现由郑州局集团鄭州客运段北京一隊负责客运任务，是河南省的首班始發進京列車。列车使用兩組中国铁路25G型客车，全程沿京廣鐵路运行，途经北京、河北及河南兩省一市，全程689公里。其中北京西站至鄭州站运行8小时26分，使用车次为K179次；鄭州站至北京西站运行8小时03分，使用车次为K180次。车队先后荣获“全国青年文明号”、“全国五一劳动奖状”、“全国职业道德建设先进集体”、“全国创建文明行业工作先进单位”等十二项国家级荣誉，连续17年保持了铁道部“红旗列车”的光荣称号，被社会各界亲切誉为“中原大地文明之花”。

## 歷史

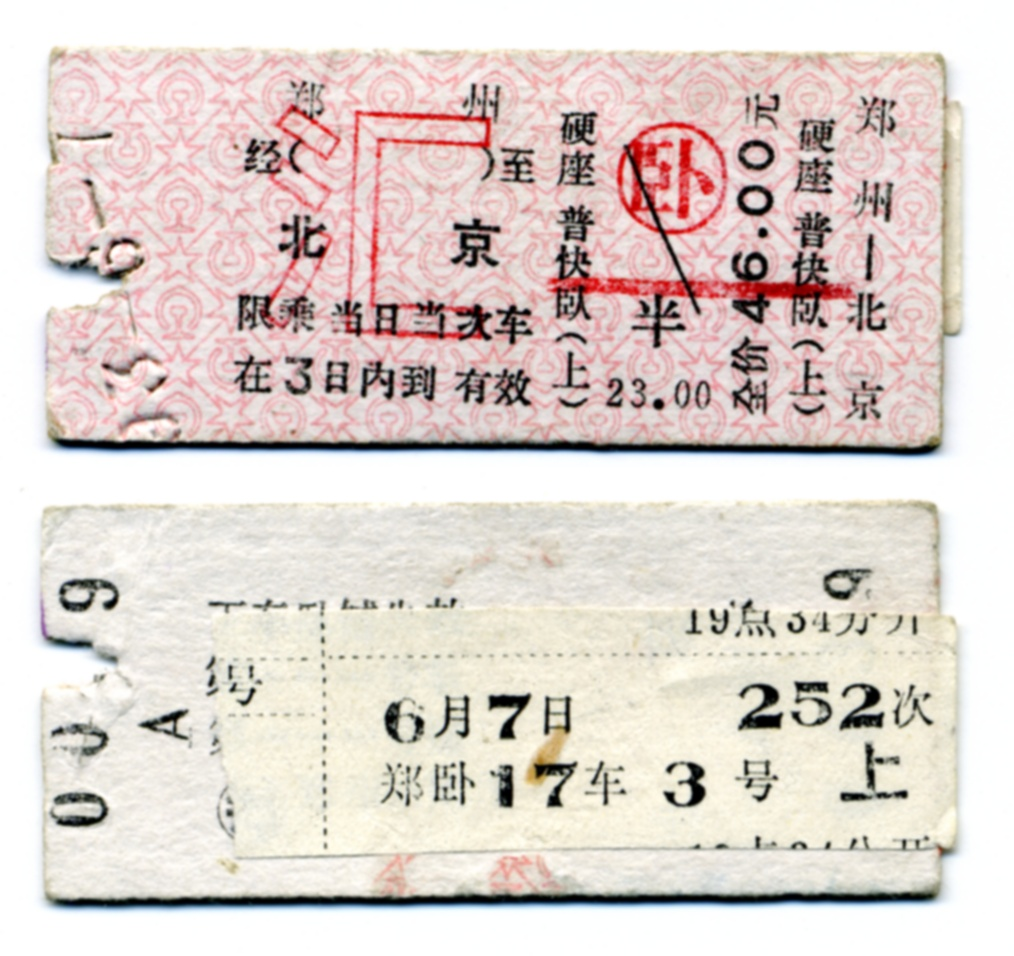
1993年6月7日郑州至北京252次（即今K180次）硬臥車票正反面

K179/180次列車前身為1970年4月1日首次開行的61/62次直通旅客快車，開行鄭州—北京區間；後該車次曾先後變更為151/152次（153/154次）、251/252次（347/348次），開行鄭州—北京—瀋陽區間，隨後又變更為79/80次空調特快列車，恢復鄭州—北京區間。1996年1月21日，79/80次列车改在新建的北京西站始发终到。隨著1997年4月1日中國鐵路第一次大提速，79/80次列車改車次為179/180次，2000年10月21日，中國鐵路實行第三次大提速，179/180次列車改車次为K179/180次并延续至今。2003年，K179/180次列车开始编挂RW19K型高级软卧车。
1980年至1984年，當時的251/252次列車連續五年獲得鐵道部三進列車評比第二名。1985年，首次獲得第一名；1986年，再次蟬聯第一名，受封“紅旗列車”稱號，該稱號自改車次為K179/180次以來一直保持至今。
1997年，179/180次列車與中共中央辦公廳毛主席紀念堂管理局，結成全國唯一一對共建單位。
歷次鐵路提速中，該列車曾隨其他大多數快速列車一樣被“邊緣化”，全程運行時長曾長達十小時之久，多為待避直特列車等，因此引起部分乘客表示不滿。隨著京廣線運能提升以及京廣高鐵建成通車，情況有較大改善。
2008年，車隊負擔了部分汶川地震災區傷員的轉運工作。2014年5月16日，K179次列车成为最后一班通过嘉应观黄河铁路大桥的列车，京广线其后改经新建的郑焦城际铁路黄河大桥。
在京广高速铁路开通前，驻豫全国人大代表大多乘K180次进京出席全国两会，此外一些全国性会议的河南省代表团也会选乘K180次进京（而2007年中共十七大河南代表团乘坐D136次进京，此后驻豫全国政协委员也曾多次乘既有线动车组进京，但2012年仍然乘K180次进京），但在京广高铁全线通車后改乘高速动车组列车进京参会。

## 列车编组

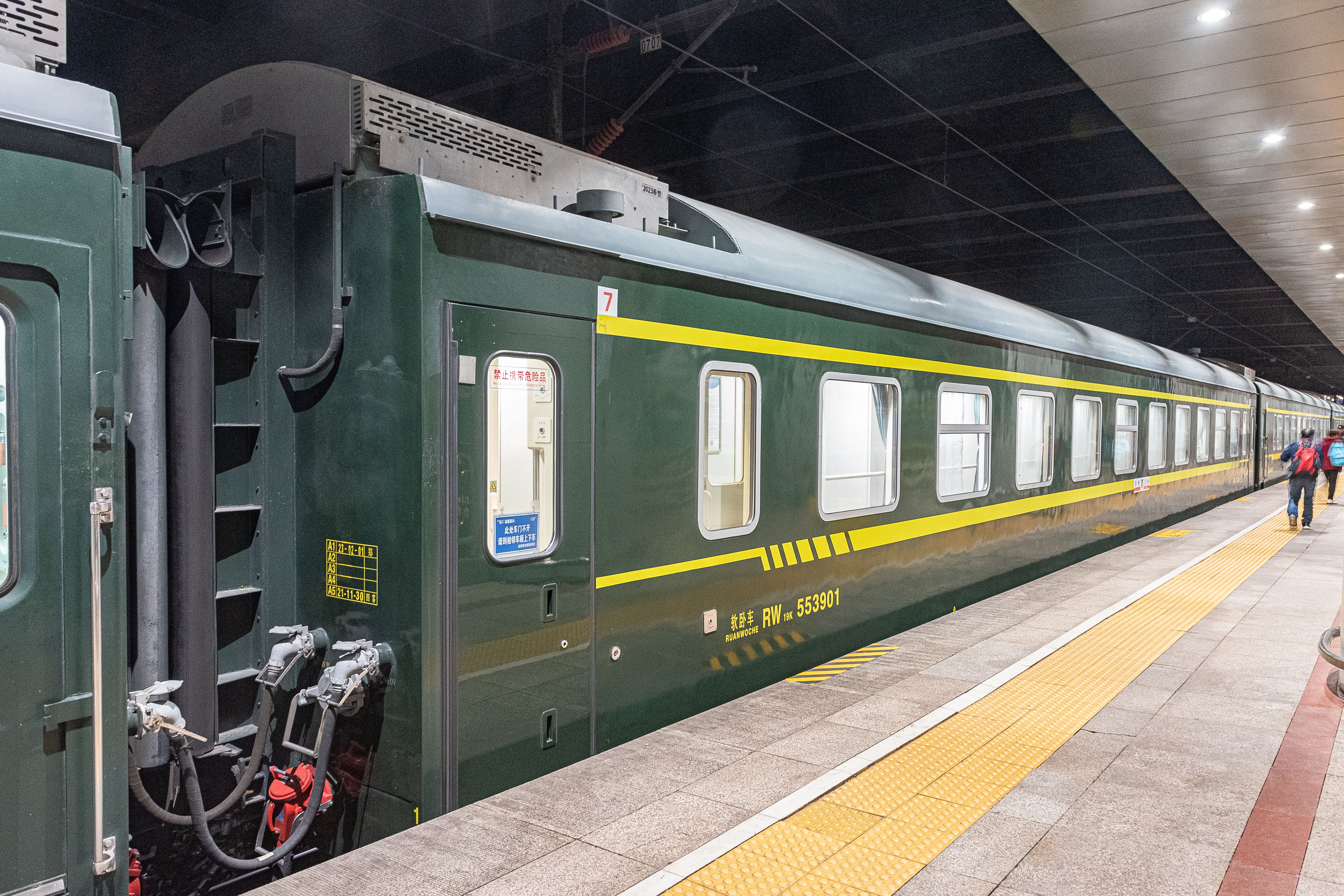
K180次列车编组中的RW19K型高级软卧车（7号车厢），上下客时旅客需从临近车厢登车

K179/180次列车使用直供电DC600V的25G型客车，配属鄭州铁路局鄭州车辆段，列车满编采取19节车厢编组，其中硬座车4辆、硬臥车10辆、軟臥車4輛、行李車1辆。2003年至2012年，该列车曾编有RW19K型高级软卧客车，2020年前后又恢复高级软卧车编挂。
| 车厢编号 | 1-4          | 5-6          | 7                | 8-11         | 12-18        | 19           |
| 车型     | YZ25G 硬座车 | YW25G 硬臥车 | RW19K 高级软卧车 | RW25G 軟臥车 | YW25G 硬臥车 | XL25G 行李车 |
| 配属     | 郑局郑段     | 郑局郑段     | 郑局郑段         | 郑局郑段     | 郑局郑段     | 郑局郑段     |

## 机车交路

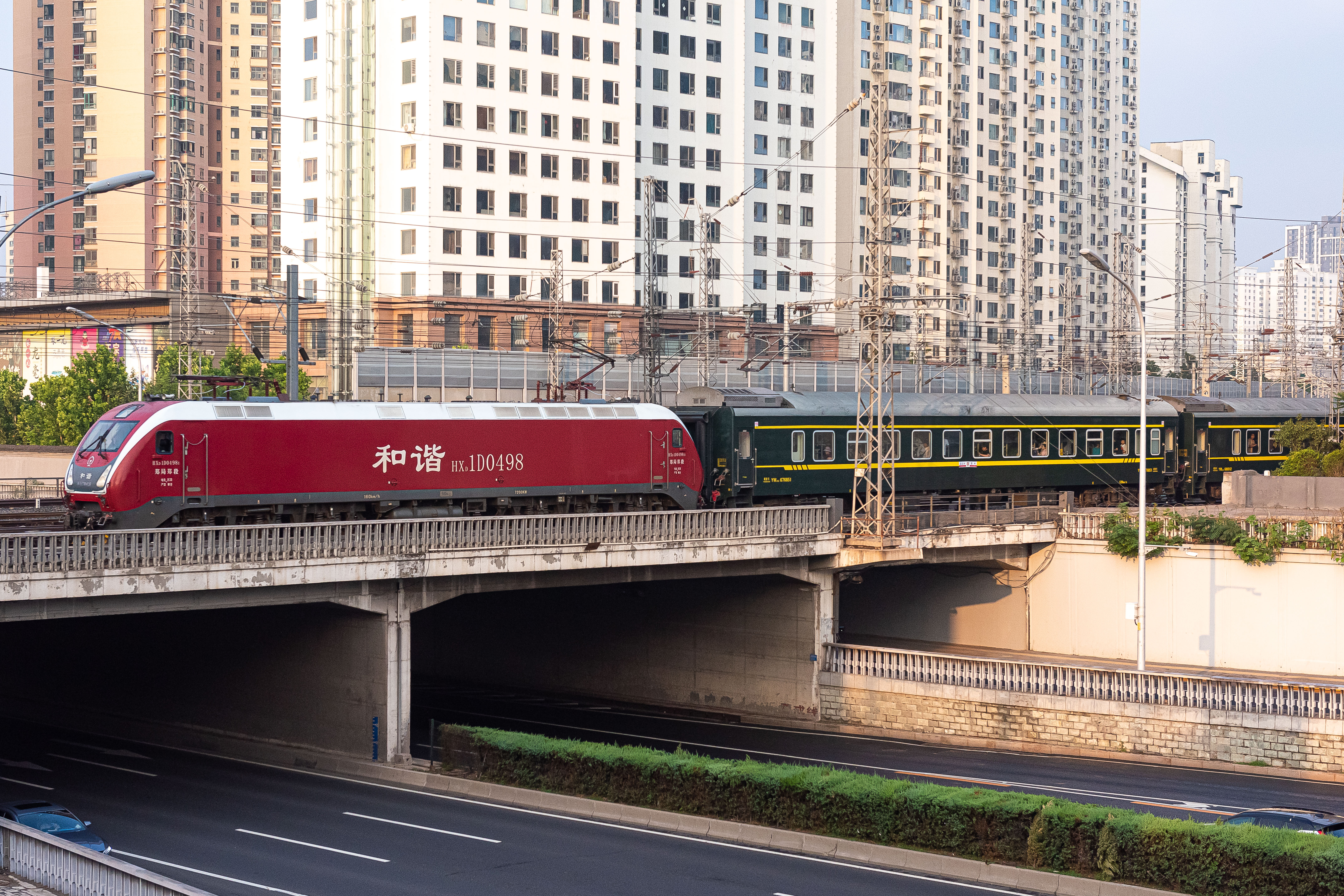
和谐1D型0498号电力机车牵引K180次列车驶入北京西站（2024年7月）

K179/180次列车全程由郑州局集团郑州机务段使用和谐1D型电力机车或和谐3C型电力机车牽引，北京机务段石家庄运用车间与郑州机务段两段机车乘务员在石家庄站轮乘。該兩款机车均可直接向列车提供电能，用于列车内空调和水炉等设备需要，因此列车毋須额外加挂一节空调发电车。
| 车站区段               | 北京西 ↔ 郑州                                                          |
| 本务机车 配属 司机更替 | 和谐1D型电力机车/和谐3C型电力机车 郑局郑段 石家莊/郑州司机在石家庄轮乘 |

## 時刻表

### 现行时刻
- 数据截至2024年1月10日。

| K179次 | K179次 | K179次 | K179次 | 停靠站 | K180次 | K180次 | K180次 | K180次 |
| 里程   | 天数   | 到点   | 开点   | 停靠站 | 到点   | 开点   | 天数   | 里程   |
| ------ | ------ | ------ | ------ | ------ | ------ | ------ | ------ | ------ |
| 0      | 当天   | —      | 22:04  | 北京西 | 06:06  | —      | 第二天 | 689    |
| 146    | 當天   | 23:34  | 23:52  | 保定   | 04:16  | 04:20  | 第二天 | 543    |
| 281    | 第二天 | 01:21  | 01:32  | 石家庄 | 02:47  | 02:53  | 第二天 | 408    |
| 502    | 第二天 | 03:53  | 04:02  | 安阳   | 00:30  | 00:33  | 第二天 | 187    |
| 543    | 第二天 | 04:34  | 04:45  | 鶴壁   | 23:50  | 23:59  | 當天   | 146    |
| 609    | 第二天 | 05:24  | 05:30  | 新鄉   | 23:05  | 23:10  | 當天   | 80     |
| 689    | 第二天 | 06:30  | —      | 郑州   | —      | 22:03  | 當天   | 0      |

### 历史时刻
| K179次 | K179次 | K179次 | K179次 | 停靠站 | K180次 | K180次 | K180次 | K180次 |
| 里程   | 天数   | 到点   | 开点   | 停靠站 | 到点   | 开点   | 天数   | 里程   |
| ------ | ------ | ------ | ------ | ------ | ------ | ------ | ------ | ------ |
| 0      | 当天   | —      | 22:32  | 北京西 | 06:16  | —      | 第二天 | 689    |
| 146    | 第二天 | 00:02  | 00:06  | 保定   | 04:13  | 04:17  | 第二天 | 543    |
| 281    | 第二天 | 01:31  | 01:37  | 石家庄 | 02:47  | 02:53  | 第二天 | 408    |
| 442    | 第二天 | 03:15  | 03:19  | 邯鄲   | ↑      | ↑      | 第二天 | —      |
| 502    | 第二天 | 04:05  | 04:08  | 安阳   | 00:29  | 00:33  | 第二天 | 187    |
| 524    | 第二天 | 04:25  | 04:28  | 湯陰   | ↑      | ↑      | 第二天 | —      |
| 543    | 第二天 | 04:49  | 05:00  | 鶴壁   | 23:58  | 00:01  | 第二天 | 146    |
| 584    | 第二天 | 05:25  | 05:28  | 衛輝   | ↑      | ↑      | 當天   | —      |
| 609    | 第二天 | 05:45  | 05:48  | 新鄉   | 23:15  | 23:19  | 當天   | 80     |
| 689    | 第二天 | 06:45  | —      | 郑州   | —      | 22:12  | 當天   | 0      |

## 影視作品
2003年在央視綜合頻道黃金時段上映的六集電視連續劇《進京列車》，即以K179/180次列車為原型，主要講述了列車長蔡萍和列車乘務員夏小竹、張超與旅客安省長、曲一凡、丁三一等人，圍繞去北京給父親看病的豫西農民大順，在旅途服務中發生的一系列故事。